# 白织纹螺
白织纹螺（学名：Nassarius coronatus），是新腹足目织纹螺科织纹螺属的一种。主要分布于印度尼西亚、中国大陆、台湾，常栖息在潮间带。